# Aleksander Stanisław Potocki
Aleksander Stanisław Potocki (Varsavia, 15 maggio 1778 – Varsavia, 26 marzo 1845) è stato un nobile e ufficiale polacco.

## Biografia
Nato a Wilanów, Aleksander Stanisław era il figlio del conte Stanisław Kostka Potocki, e di sua moglie, Aleksandra Lubomirska, figlia di Stanisław Lubomirski.

## Carriera
Nel 1802 divenne cavaliere dell'Ordine di Malta. Durante la guerra franco-russa (1806-1807), fu membro del seguito dell'imperatore francese Napoleone Bonaparte e nel 1807, durante la visita di Napoleone a Varsavia, ricevette da lui il titolo di ciambellano. Nel 1812 divenne membro della commissione educativa del governo provvisorio del Granducato di Lituania.
Successivamente entrò al servizio russo e nel 1815 fu trasferito dal reggimento di fanteria ucraino, dove prestò servizio come guardiamarina, al reggimento della guardia a cavallo con il grado di cornetta. Con lo stesso grado dal giugno 1823 prestò servizio come aiutante di campo del comandante della 2ª armata Wittgenstein. Nel marzo 1826 fu promosso colonnello e trasferito al Reggimento dei dragoni di Curlandia, ma, offeso dal fatto che il comando del reggimento non gli fosse stato affidato, si dimise dal servizio militare.
Dal 1824 divenne senatore del Regno di Polonia. Nel 1830 non prese parte alla rivolta polacca (1830-1831) e non partecipò alle riunioni del parlamento ribelle, che nel 1831 lo espulse dal Senato. Tuttavia, dopo la definitiva sconfitta della rivolta, si recò all'estero e vi ritornò solo alla fine degli anni '30 dell'Ottocento, dopo che la sua richiesta fu accolta dall'imperatore Nicola I. Al suo ritorno, nel 1838, Potocki ricevette il titolo di capo equestre della corte imperiale russa e fu nominato direttore della scuderia statale Yanovski. Il 12 aprile 1843 ricevette il titolo di conte.
Secondo i suoi contemporanei, Potocki era una persona istruita per il suo tempo, che riuscì a colmare autonomamente le proprie lacune nella sua superficiale educazione laica. Era anche un cattolico devoto e fece un pellegrinaggio a Roma. Appassionato di cavalli, fu autore di trattati sull'allevamento dei cavalli. Ha servito come direttore generale dell'allevamento equestre del Regno di Polonia. Sotto di lui è stata allevata una razza polacca speciale: il cavallo Janowski.

## Matrimoni

### Primo Matrimonio
Sposò, il 27 maggio 1805 a Vilna, Anna Tyszkiewicz (26 marzo 1779-16 agosto 1867), figlia di Ludwik Skumin-Tyszkiewicz. Ebbero tre figli:
- August Potocki (1806-1867), sposò Aleksandra Potocka, non ebbero figli;
- Natalia Potocka (1810-1830), sposò il principe Roman Stanisław Sanguszko, ebbero una figlia;
- Maurycy Potocki (1812-1879), sposò Ludwika Bobr-Piotrowicka, ebbero quattro figli.

Nel 1821 la coppia divorziò.

### Secondo Matrimonio
Nel 1823 sposò Isabella Tadeusz Mostowska (1807-1897), figlia del conte Tadeusz Mostowski. Ebbero un figlio:
- Stanisław Potocki (1824-1887), sposò Maria Sapieha

In circostanze poco chiare, si separarono e il divorzio avvenne nel 1829. In seguito iniziò una relazione con una vedova, Aleksandra Stokowska, che però non divenne sua moglie.